# Ferae
Ferae (Ostentoria) je skupina savců, která slučuje šelmy včetně ploutvonožců (Carnivora) a luskouny (Pholidota) a jejich vymřelé příbuzné. Luskouni nejsou podobní šelmám, spíše se považovali za příbuzné chudozubých (Xenarthra), ale současný molekulární výzkum objevil jejich blízkou příbuznost k šelmám. Do skupiny Ferae patří také šelmám podobné vymřelé prašelmy (Creodonta) a skupina Cimolesta, která obsahuje vymřelé příbuzné luskounů (někdy jsou i luskouni řazeni přímo do této skupiny).